# 鮑氏副吻魚
鮑氏副吻魚（學名：Pararhinichthys bowersi），為輻鰭魚綱鯉形目雅羅魚科副吻魚屬的一個種，分布於北美洲美國賓夕法尼亞州南部、馬里蘭州和西維吉尼亞州的莫農加希拉河和格林布賴爾河流域，體長可達12公分，棲息在岩石底質的中、小型河流或水潭，生活習性不明。